# Olympische Winterspiele 1936/Teilnehmer (Schweden)
| Gelbes Symbol für Goldmedaillen mit stilisierten Olympischen Ringen | Graues Symbol für Silbermedaillen mit stilisierten Olympischen Ringen | Braundes Symbol für Bronzemedaillen mit stilisierten Olympischen Ringen |
| ------------------------------------------------------------------- | --------------------------------------------------------------------- | ----------------------------------------------------------------------- |
| 2                                                                   | 2                                                                     | 3                                                                       |

Schweden nahm an den IV. Olympischen Winterspielen 1936 in Garmisch-Partenkirchen mit einer Delegation von 32 Athleten teil.

## Teilnehmer nach Sportarten

### Eishockey(13)
Männer (Platz 6)
- Herman Carlsson
- Sven Bergquist
- Bertil Lundell
- Holger Engberg
- Torsten Jöhncke
- Yngve Liljeberg
- Bertil Norberg
- Wilhelm Petersén
- Åke Ericson
- Stig Andersson
- Lennart Hellman
- Wilhelm Larsson
- Ruben Carlsson

### Eiskunstlauf(1)
Frauen
| Sportler         | Veranstaltung | CF | FS | Rang | Punkte | Platz  |
| ---------------- | ------------- | -- | -- | ---- | ------ | ------ |
| Vivi-Anne Hultén | Einzellauf    | 4  | 4  | 28   | 394,7  | Bronze |

### Eisschnelllauf(1)
Männer
| Wettbewerb | Sportler       | Rennen  | Rennen |
| Wettbewerb | Sportler       | Zeit    | Platz  |
| ---------- | -------------- | ------- | ------ |
| 500 m      | Axel Johansson | 46,1    | 18     |
| 1500 m     | Axel Johansson | 2:29,9  | 29     |
| 5000 m     | Axel Johansson | 9:06,4  | 26     |
| 10.000 m   | Axel Johansson | 18:38,2 | 22     |

### Nordische Kombination(3)
Männer
| Sportler         | Veranstaltung | Skilanglauf | Skilanglauf | Skilanglauf | Skispringen | Skispringen | Skispringen  | Skispringen | Gesamt | Gesamt |
| Sportler         | Veranstaltung | Zeit        | Punkte      | Rang        | Weite 1     | Weite 2     | Gesamtpunkte | Rang        | Punkte | Rang   |
| ---------------- | ------------- | ----------- | ----------- | ----------- | ----------- | ----------- | ------------ | ----------- | ------ | ------ |
| Holger Lundgren  | Einzel        | 1:29:57     | 161,2       | 31          | 50,0        | 53,0        | 152,0        | 42          | 313,2  | 40     |
| Harald Hedjerson | Einzel        | 1:25:50     | 182,4       | 22          | DNS         | –           | –            | –           | DNF    | –      |
| Jonas Westman    | Einzel        | 1:25:38     | 183,4       | 20          | 47,5        | 46,5        | 199,3        | 10          | 382,7  | 11     |

### Ski Alpin(1)
Männer
| Sportler       | Rennen     | Abfahrt | Abfahrt | Slalom         | Slalom         | Slalom | Gesamt       | Gesamt     |
| Sportler       | Rennen     | Zeit    | Rang    | Zeit 1         | Zeit 2         | Rang   | Gesamtpunkte | Gesamtrang |
| -------------- | ---------- | ------- | ------- | -------------- | -------------- | ------ | ------------ | ---------- |
| Bertil Persson | Kombiniert | 6:26,0  | 35      | 1:43,4 (+0:06) | 1:54,0 (+0:06) | 30     | 70,95        | 31         |

### Skilanglauf(9)
Männer
| Veranstaltung | Sportler          | Rennen  | Rennen |
| Veranstaltung | Sportler          | Zeit    | Rang   |
| ------------- | ----------------- | ------- | ------ |
| 18 km         | Ivan Lindgren     | 1:21:04 | 17     |
| 18 km         | Arthur Häggblad   | 1:18:55 | 8      |
| 18 km         | Martin Matsbo     | 1:17:02 | 4      |
| 18 km         | Erik Larsson      | 1:14:38 | Gold   |
| 50 km         | Hjalmar Bergström | 3:35:50 | 4      |
| 50 km         | Nils Englund      | 3:34:10 | Bronze |
| 50 km         | Axel Wikström     | 3'33:20 | Silber |
| 50 km         | Elis Wiklund      | 3:30:11 | Gold   |

Staffel 4 × 10 km
| Sportler                                               | Rennen  | Rennen |
| Sportler                                               | Zeit    | Rang   |
| ------------------------------------------------------ | ------- | ------ |
| John Berger Erik Larsson Arthur Häggblad Martin Matsbo | 2:43:03 | Bronze |

### Skispringen(4)
| Sportler         | Veranstaltung | Sprung 1 | Sprung 1 | Sprung 1 | Sprung 2 | Sprung 2 | Sprung 2 | Gesamt | Gesamt |
| Sportler         | Veranstaltung | Weite    | Punkte   | Rang     | Weite    | Punkte   | Rang     | Punkte | Rang   |
| ---------------- | ------------- | -------- | -------- | -------- | -------- | -------- | -------- | ------ | ------ |
| Axel Östrand     | Normalschanze | 61,0     | 97,8     | 30       | 68,0     | 105,6    | 13       | 203,4  | 22     |
| Sixten Johansson | Normalschanze | 63,0     | 101,5    | 21       | 66,0     | 104,6    | 15       | 206,1  | 15     |
| Nils Hjelmström  | Normalschanze | 68,0     | 105,1    | 13       | 62,5     | 99,7     | 27       | 204,8  | 16     |
| Sven Eriksson    | Normalschanze | 76,0     | 115,5    | 1        | 76,0     | 115,0    | 3        | 230,5  | Silber |